# Indabibi
Indabibi va ser rei d'Elam per un període molt breu l'any 649 aC.
Era un general elamita que va destronat al rei Tammaritu I en el curs d'una batalla i el va enviar a Nínive. Indabibi va alliberar alguns presoners assiris que els elamites havien capturat en batalles anteriors i va oferir un tractat de pau al rei d'Assíria Assurbanipal. Però no va alliberar tots els presoners, i Assurbanipal va enviar un emissari per reclamar-los, que mai no va arribar davant del rei d'Elam. El rei d'Assíria va marxar amb un exèrcit contra Indabibi i el va destronar. El va succeir Humban-haltaix III.